# Ленське (Євпаторійський район)
Ле́нське (до 1948 року — Дьорт-Сака́л, крим. Dört Saqal) — село Євпаторійського району Автономної Республіки Крим. Розташоване на сході району.

## Населення
Згідно з переписом УРСР 1989 року чисельність наявного населення села становила 129 осіб, з яких 60 чоловіків та 69 жінок.
За переписом населення України 2001 року в селі мешкало 286 осіб.

### Мова
Розподіл населення за рідною мовою за даними перепису 2001 року:
| Мова              | Відсоток |
| ----------------- | -------- |
| кримськотатарська | 64,34 %  |
| російська         | 27,62 %  |
| українська        | 7,34 %   |
| інші              | 0,70 %   |